# 固定翼飛機

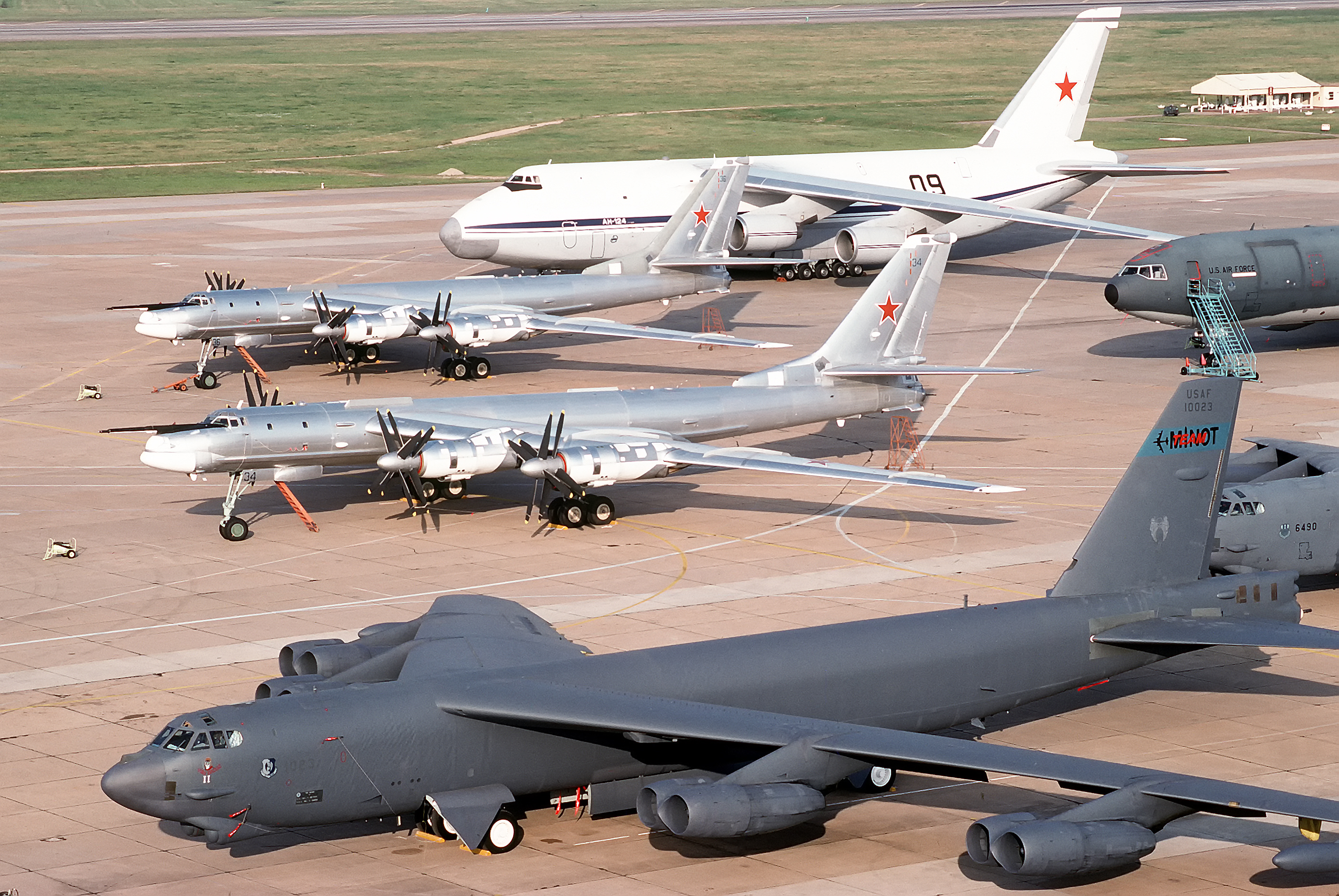
大型固定翼飛機，從遠到近分別是：
俄羅斯空軍安-124「魯斯蘭」運輸機（蘇聯空軍標誌）；
俄羅斯空軍圖-95轟炸機（蘇聯空軍標誌）；
美國空軍B-52「同溫層堡壘」轟炸機。

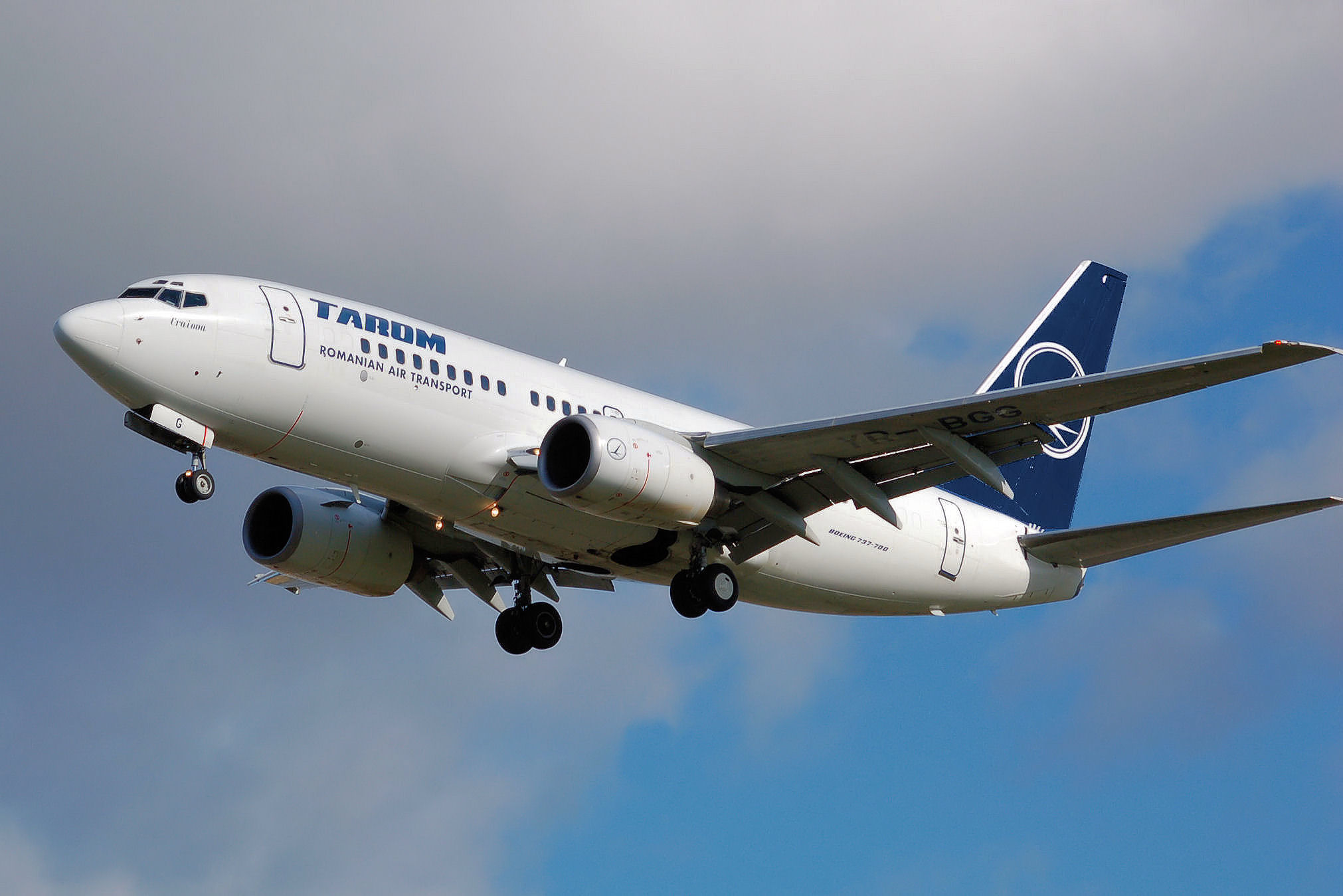
一架波音737客机是固定翼飞机的一个例子

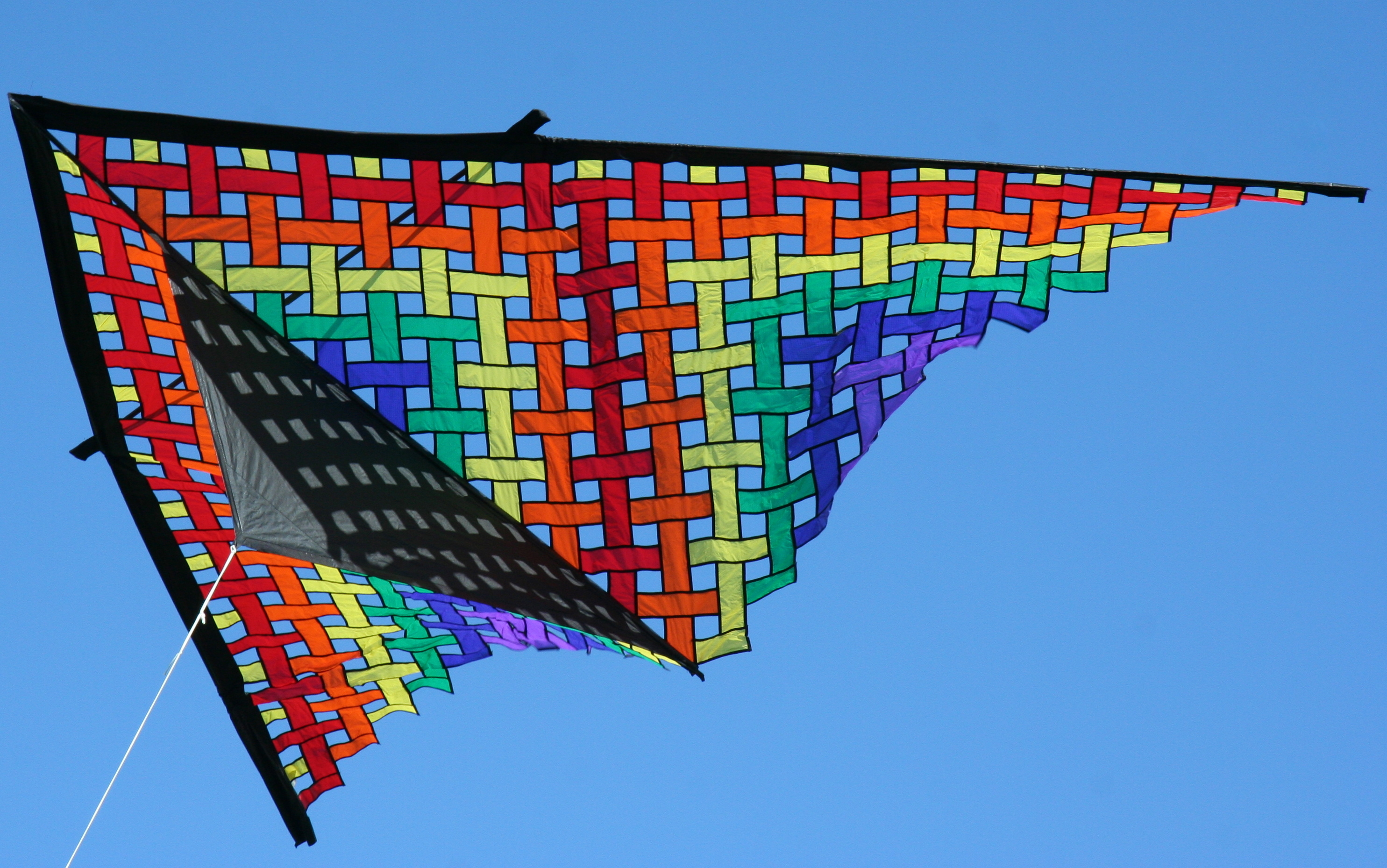
三角形风筝的固定翼不是刚性的

固定翼航空器也称固定翼飞机或簡稱定翼机，是机翼与机身固定、依赖整个机体向前移动制造相对气流与翼型发生互动产生升力的航空器，主要分为有动力和无动力两大类。最常见是使用航空发动机提供前进推力的有动力固定翼航空器——即通俗意义上的飞机，以及动力滑翔伞、动力滑翔翼和一些地效飞行器等非主流航空器；无动力固定翼航空器则是利用自然风或上升气流（如风筝）或在自由下落过程中的前进运动产生升力，主要包括滑翔机和滑翔翼（悬挂式滑翔机）。有动力固定翼航空器按照其使用的发动机类型又可被分为螺旋桨飞机和喷气式飞机。固定翼航空器的机翼不一定非要是刚性的，风筝、滑翔翼和可变后掠翼飞机等机翼会出现形变的飞行器只要机翼与机身的连接位置保持不变，就都还属于固定翼航空器的范畴。
固定翼航空器与旋翼航空器（使用水平旋转翼产生升力）和扑翼航空器（机翼进行与鸟类飞行相似的上下扑动产生升力）不同，其升力主要取决于机翼面积、攻角和前进产生的相对气流速度，如果发生失速则很可能会因为丧失升力而坠落。因为需要足够的迎面气流维持升力，固定翼航空器在起飞和降落时通常依赖可供其助跑和滑行的跑道，但一些拥有向量喷嘴的固定翼飞机则可以做到垂直/短距起降，航空母舰的飞行甲板上也会使用滑跃甲板或弹射器和拦阻索等设计来帮助固定翼舰载机在跑道长度有限的情况下进行起飞和降落。大多数固定翼飞机都是由飞机上搭乘的飞行员进行手动驾驶或监督自动巡航，但有些飞机是经过专门设计可以远程遥控或使用机载计算机进行自主操纵的无人航空载具。

## 历史

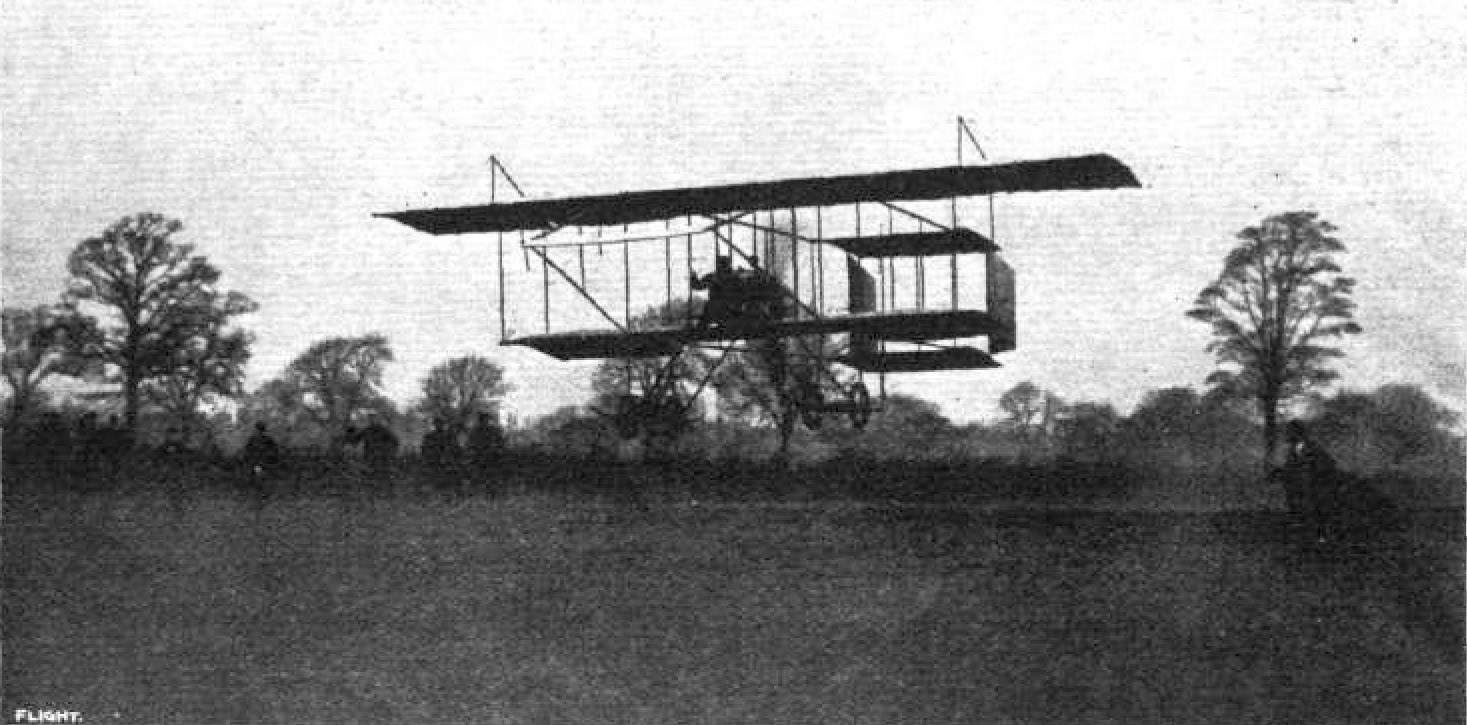
1910年伦敦到曼彻斯特飞行比赛时路易·波朗的法尔曼－III双翼飞机

飛機是人类在20世纪所取得的最重大的科学技术成就之一，有人将它与电视和电脑并列为20世纪对人类影响最大的三大发明。关于世界上最早的固定翼機到底是由谁发明各国尚存在争议，但较为普遍的观点是由美國人莱特兄弟發明。他们在1903年12月17日进行的飞行作为“第一次重于空气的航空器进行的受控的持续动力飞行”被国际航空联合会（FAI）所认可。

## 飛機作为交通工具的特点
和其他交通工具相比，固定翼機有很多优点：

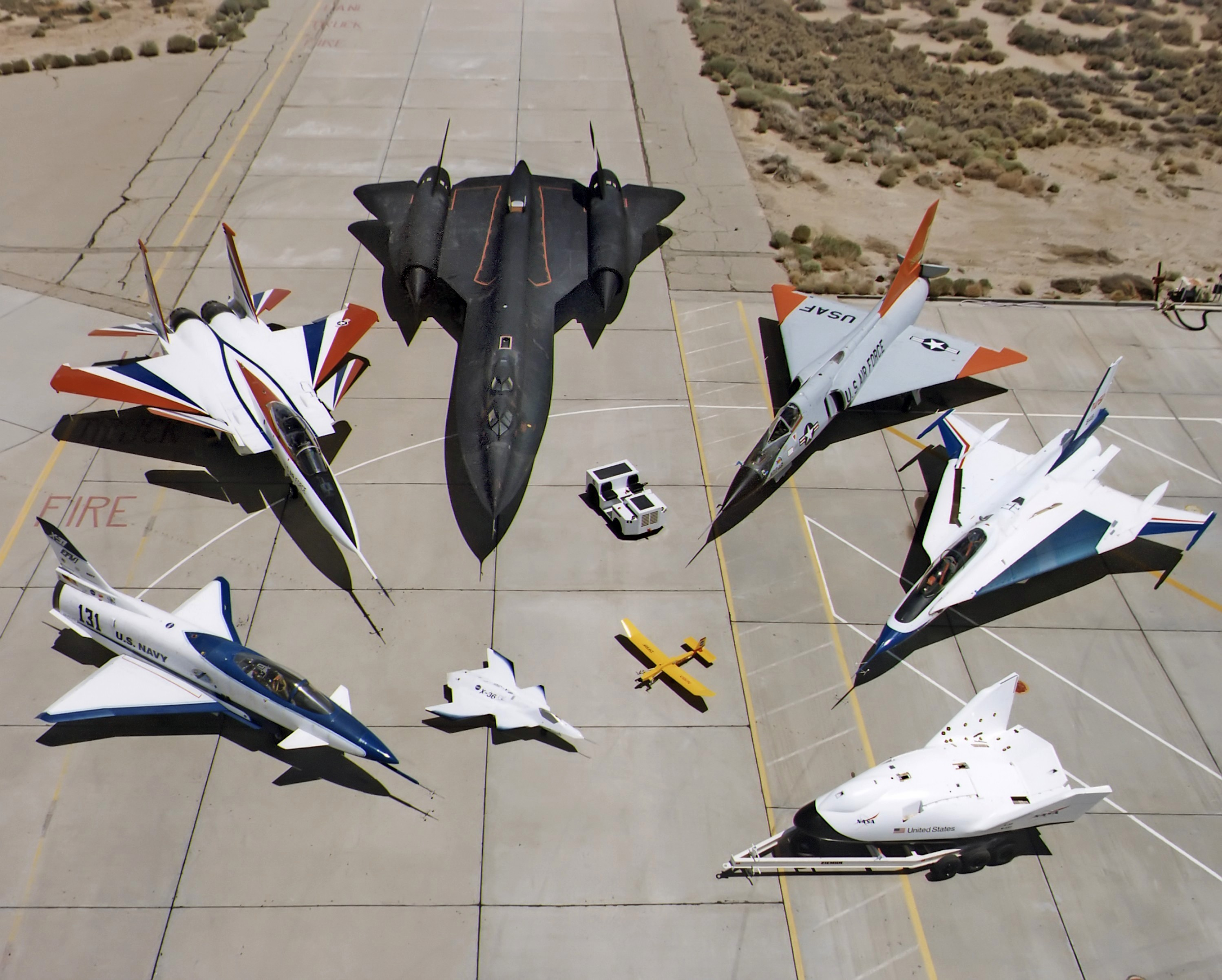
美國航太總署阿姆斯特朗飛行研究中心的固定翼飛機，包括：
X-31矢量推力試驗機
F-15短距離起降/高機動性實驗機
SR-71「黑鳥」偵察機
F-106「三角標槍」戰鬥機
F-16XL戰鬥機2號原型機
X-38試驗機
無線電遙控母機
X-36無尾高機動性試驗機。

- 速度快。目前喷射客机的巡航时速在900公里/小時左右。
- 机动性高。固定翼機飞行不受高山、河流、沙漠、海洋的阻隔，而且可根据客、货源数量随时增加班次。

但是固定翼機作为交通工具也有自身的局限性：
- 价格昂贵。无论是固定翼機本身还是固定翼機所消耗的油料相对其他交通运输方式都高昂的多。
- 受天气情况影响。虽然现在航空技术已经能适应绝大多数气象条件，但是比较严重的风、雨、雪、雾等气象条件仍然会影响飞机的起降安全。
- 起降场地有限制。大部份固定翼機都需要機場升降，需要有较长的跑道供起降，对起降的条件要求比较苛刻。

另外，雖然固定翼機不斷提升燃油效率，但是飛行時每消耗1公斤燃油就會排放3公斤二氧化碳，而且氣體直接在大氣層排放，對全球暖化的影響比地面排放還要大。

## 机体结构

一些大型飞機的比較：
休斯H-4大力神
安-225运输机
空中客车A380-800
波音747-8

飛機的機體結構通常包括機翼、機身、尾翼、起落架。如果飛機的發動機不在機身內，則發動機短艙也屬於機體結構的一部分。

### 机翼
机翼是飞机产生升力的部件，机翼后缘有可操纵的活动面，靠外侧的叫做副翼，用于控制飞机的滚转运动，靠内侧的则是襟翼，用于增加起飞着陆阶段的升力、著陸時阻力以及提供更大的上昇、下降坡率。机翼内部通常安装油箱，机翼下面则可供挂载副油箱和武器等附加设备。有些飞机的发动机和起落架也被安装在机翼下方。
部分大型飛機翼面設有擾流板，飛行轉向時可以立起，降低升力輔助轉向，亦可在飛行或降落接地時立起減速。
机翼有各种形状，数目也有不同。在航空技术不发达的早期为了提供更大的升力，固定翼機以双翼机甚至多翼机为主，但现代飞机一般是单翼机。

### 机身
机身的主要功用是装载人员、货物、设备、燃料和武器等，也是飞机其他结构部件的安装基础，将尾翼、机翼及发动机等连接成一个整体。但飞翼机是个例外，它的机身被隐藏在其机翼的内部。

### 尾翼
尾翼是用来平衡、稳定和操纵飞机飞行姿态的部件，通常包括垂直尾翼（垂尾）和水平尾翼（平尾）两部分。垂直尾翼由固定的垂直安定面和安装在其后部的方向舵组成，水平尾翼由固定的水平安定面和安装在其后部的升降舵组成，一些型号的飞机升降舵由全动式水平尾翼代替。方向舵用于小幅度控制及修正飞机的航向运动，升降舵用于控制飞机的俯仰运动。

### 起落架
起落架是用来支撑飞机停放、滑行、起飞和着陆滑跑的部件，由支柱、缓冲器、刹车装置、机轮和收放机构组成。陆上飞机的起落装置一般由减震支柱和机轮组成，此外还有专供水上飞机起降的带有浮筒装置的起落架和雪地起飞用的滑橇式起落架。

## 动力装置（航空发动机）
飞机的动力装置的核心是航空发动机，主要功能是用来产生拉力或推力克服与空气相对运动时产生的阻力使飞机前进。次要功能则是为飞机上的用电设备提供电力，为空调设备等用气设备提供气源等。飞机的动力装置除发动机外，还包括一系列保证发动机正常工作的系统，如引擎燃油系统、引擎控制系统等。
現代飛機的動力裝置一般為渦輪引擎（噴射引擎）和往復式引擎兩種。應用較廣泛的配置方式有四種：航空活塞式發動機加螺旋槳推進器；渦輪噴射引擎；渦輪螺旋槳引擎；渦輪扇引擎。隨著航空技術的發展，火箭發動機、沖壓引擎、原子能航空發動機、脈衝爆震發動機等，也有可能會逐漸被採用。

## 固定翼機的飞行操纵装置
现代固定翼機驾驶舱内可供驾驶员使用的固定翼機操纵装置通常包括：
- 主操纵装置：驾驶杆或驾驶盘和方向舵脚蹬。在某些采用电传操纵系统的固定翼機上，驾驶杆或驾驶盘已经被简化成位于驾驶员侧方的操纵杆，也称为“侧杆”。
- 辅助操纵装置：襟翼手柄、配平按钮、减速板手柄等。

随着电子技术的发展，飞行操纵装置的形式也发生了根本性的变化。在大型固定翼機中，传统的机械式操纵系统已逐渐地被更为先进的电传操纵系统所取代，计算机系统全面介入飞行操纵系统，驾驶员的操作已不再像是直接操纵固定翼機动作，而更像是给固定翼機下达运动指令。由于某些采用电传操纵系统的固定翼機取消了原有的驾驶杆或驾驶盘等装置而改为侧杆操纵，驾驶舱的空间显得比以往更加宽松，所以有些驾驶员称此类驾驶舱为“飞行办公室”。

## 有关固定翼機的记录

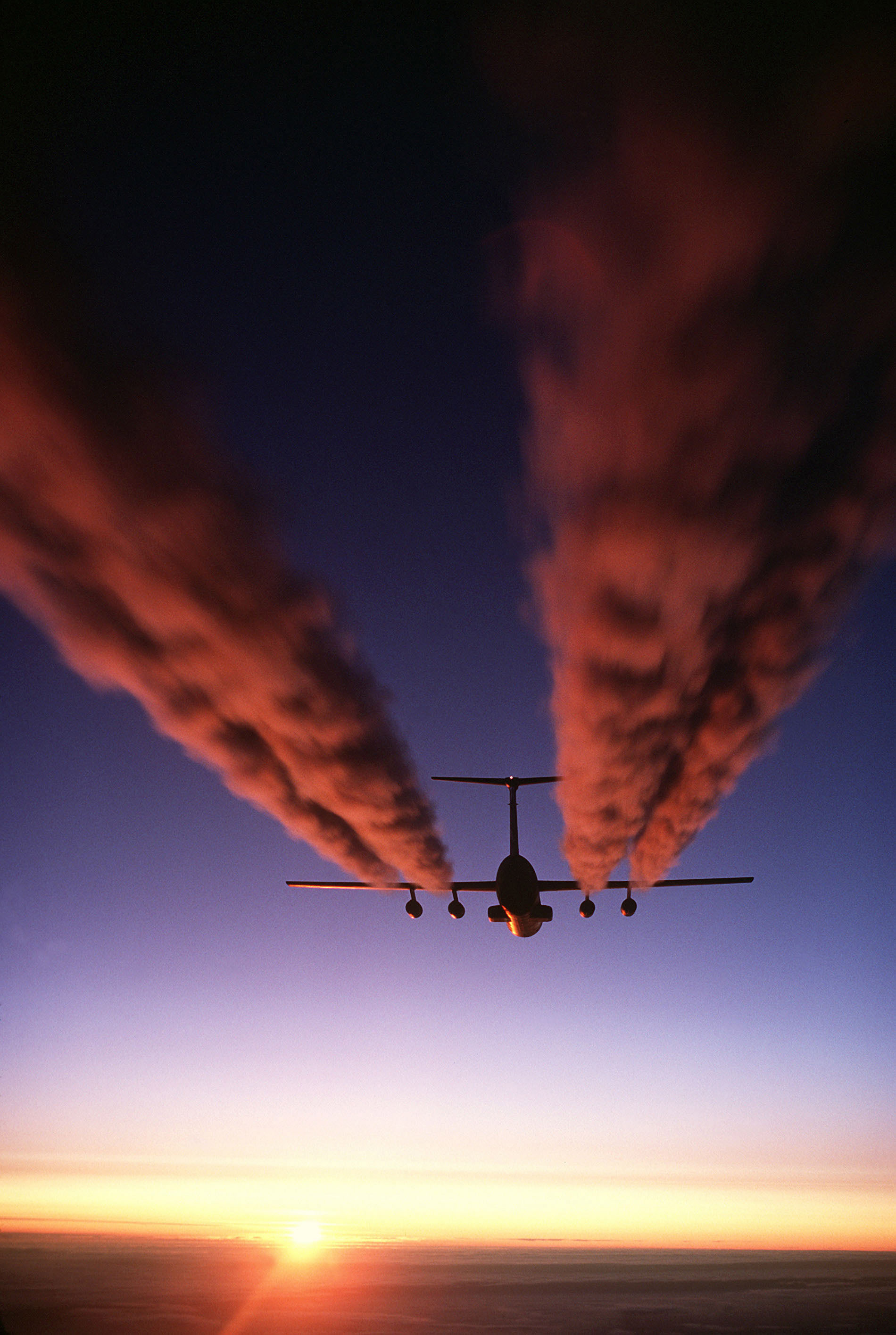
巡航時所產生的凝結尾

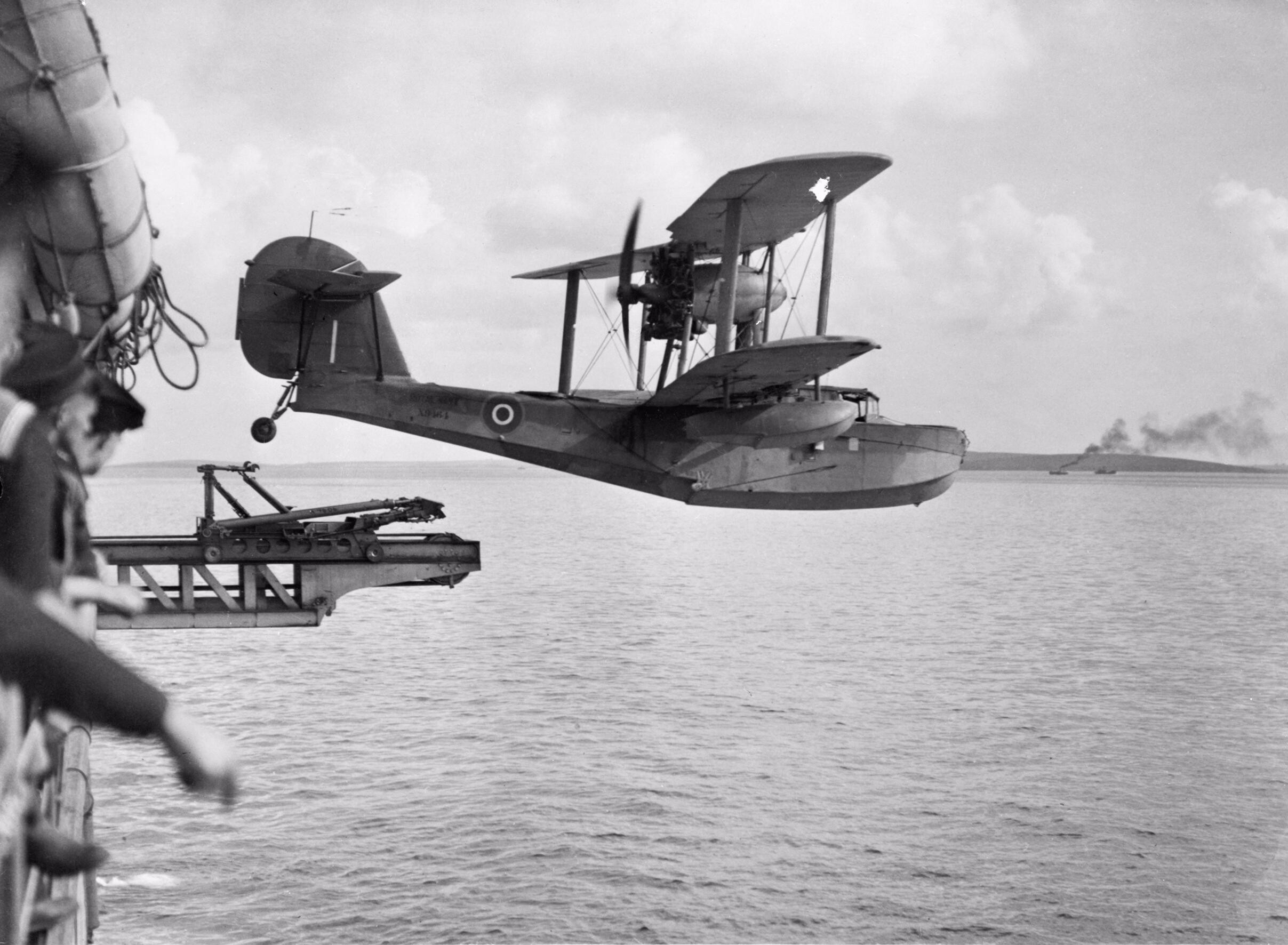
二戰從船上彈射的水上飛機

### 最大航速
最大航速是固定翼機最重要的性能之一。下列若干历史上的最大航速纪录：
- 1910年 106 千米/小时，飞行员：Leon Morane，法国，Bleriot XI
- 1913年 204 千米/小时，飞行员：Maurice Prevost, 法国, Deperdussin
- 1923年 417 千米/小时，飞行员：Harold J.Brow, 美国,Curtiss R2C-1
- 1934年 709 千米/小时，飞行员：Francesco Agello, 意大利, Macchi MC.72（水上飞机，此项纪录保持至今）
- 1939年 755 千米/小时，飞行员：Fritz Wendel, 德国, 梅塞施米特 Me 209 V1
- 1941年 1004 千米/小时，飞行员：Heinrich Dittmar, 德国, 梅塞施米特 Me 163（火箭式歼击机）
- 1947年 1127 千米/小时，飞行员：Charles "Chuck" Yeager, 美国, Bell X-1
- 1951年 2028 千米/小时，飞行员：Bill Bridgeman, 美国, 道格拉斯 Skyrocket
- 1956年 3058 千米/小时，飞行员：Frank Everest, 美国, X-2（火箭式）
- 1961年 5798 千米/小时，飞行员：Robert White, 美国, 北美航空，X-15（火箭式飞机）
- 1965年 3750 千米/小时，飞行员：W.Daniel, 美国, 洛克希德 SR-71 黑鳥（喷气式飞机）
- 1966年 7214 千米/小时，飞行员：William Joseph Knight, 美国, 北美航空 X-15（火箭式飞机）
- 2004年[3] 11,200 千米/小时，无人驾驶，美国, 波音 X-43A（喷气式飞机）

### 最大航程
新加坡航空曾於2004年到2013年間開通了全球最長不停站商業飛行的航線：SQ21:新加坡樟宜機場与美國新澤西紐克機場之间的每日不停站直航航班。整个航程达到了16600公里，從新加坡飛到紐瓦克需時18小時，從紐瓦克飛到新加坡則需時18小時45分。當時使用A340-500執行這條航線，但由於A340是四引擎飛機，油耗太大，因此2013年油價上漲後，這條航線被迫在當年10月停飛。SQ21號班機的末班機也於2013年11月23日飛航，由編號為9V-SGE的A340-500執行。
其後全球距離最長的不停站航班將為由悉尼飛往達拉斯的澳洲航空QF7/QF8班機（航程13804公里,飛航時間為16小時50分,最早由波音747-400ER執行，目前由空中巴士A380-800執行），用時最長的不停站班機則是由約翰内斯堡飛往亞特蘭大的達美航空201號班機（用時16小時55分鐘，波音777-200LR執行）
直到2018年的10月11日，新加坡航空重新开通了上述航線：新加坡樟宜機場与美國新澤西紐克機場之间的每日不停站直航航班。這次新航改以雙引擎的空客A350-900ULR客機飛行该航线，並保留了原來的航班号SQ21/SQ22。

### 载重及载客能力
- 目前載重能力最好的是前蘇聯安托諾夫設計局所製造的An-225夢想式運輸機，離陸重量超過600公噸，酬載重量可達300公噸。
- 目前載客人數最多的是2005年初發表的空中巴士A380客機，採最高密度座位時可載853人。

### 环球飞行
- 1924年道格拉斯公司“世界巡航号”（World Cruisers）固定翼機第一次作分段环球飞行，历时175天，飞完42400千米。
- 1986年由伯特·鲁坦设计的旅行者号由哥哥迪克·鲁坦和女飞行员珍娜·耶格尔驾驶，人类首次实现不间断、不空中加油的环球飞行。
- 1992年10月，一架「協和」號超音速客機，為了紀念哥倫布發現美洲新大陸500週年，用了32小時49分繞地球一周，創造了環球飛行的新紀錄。
- 2015年3月，瑞士探險家贝特朗·皮卡尔和安德烈·博爾施伯格（英语：André Borschberg）駕駛太陽能飛機陽光動力2號，自阿拉伯聯合酋長國的阿布扎比起飛，開始環繞地球一圈。航程跨越多個大洲，於2016年7月26日飛回阿布扎比。
- 2016年8月,香港機師鄭楚衡駕駛Van's Aircraft RV-8（英语：Van's Aircraft RV-8） B-KOO，從香港國際機場起飛，環繞地球一圈，途經20個國家和地區。在2016年11月13日，在維多利亞港低飛後，於上午10時在作為環球飛行出發地和終點的香港國際機場著陸，成為第一架完全在香港組裝及成功環球飛行的小型飛機。

### 靜音飞機
2003年11月，美國麻省理工學院與英國劍橋大學的研究團隊，启动一項計劃名為静音飞机计划，這將徹底改造客機的概念設計：未來的客機將不只是能更省油，而且還安靜無聲，一解機場附近居民飽受飛機起降噪音折磨之苦。這種「靜音噴氣機」可以運送215名乘客，並可能在2030年時加入航空界。這架客機的噪音從機場外聽起來，像洗衣機或類似家電的噪音。

## 图集

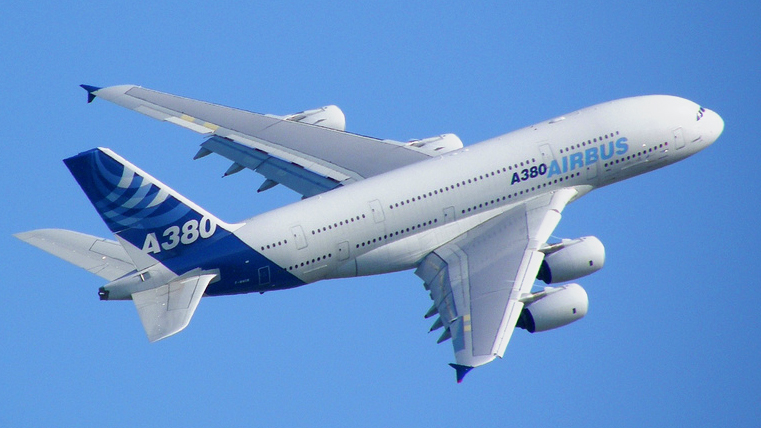
空中巴士A380，人類目前最大之民用固定翼航空器
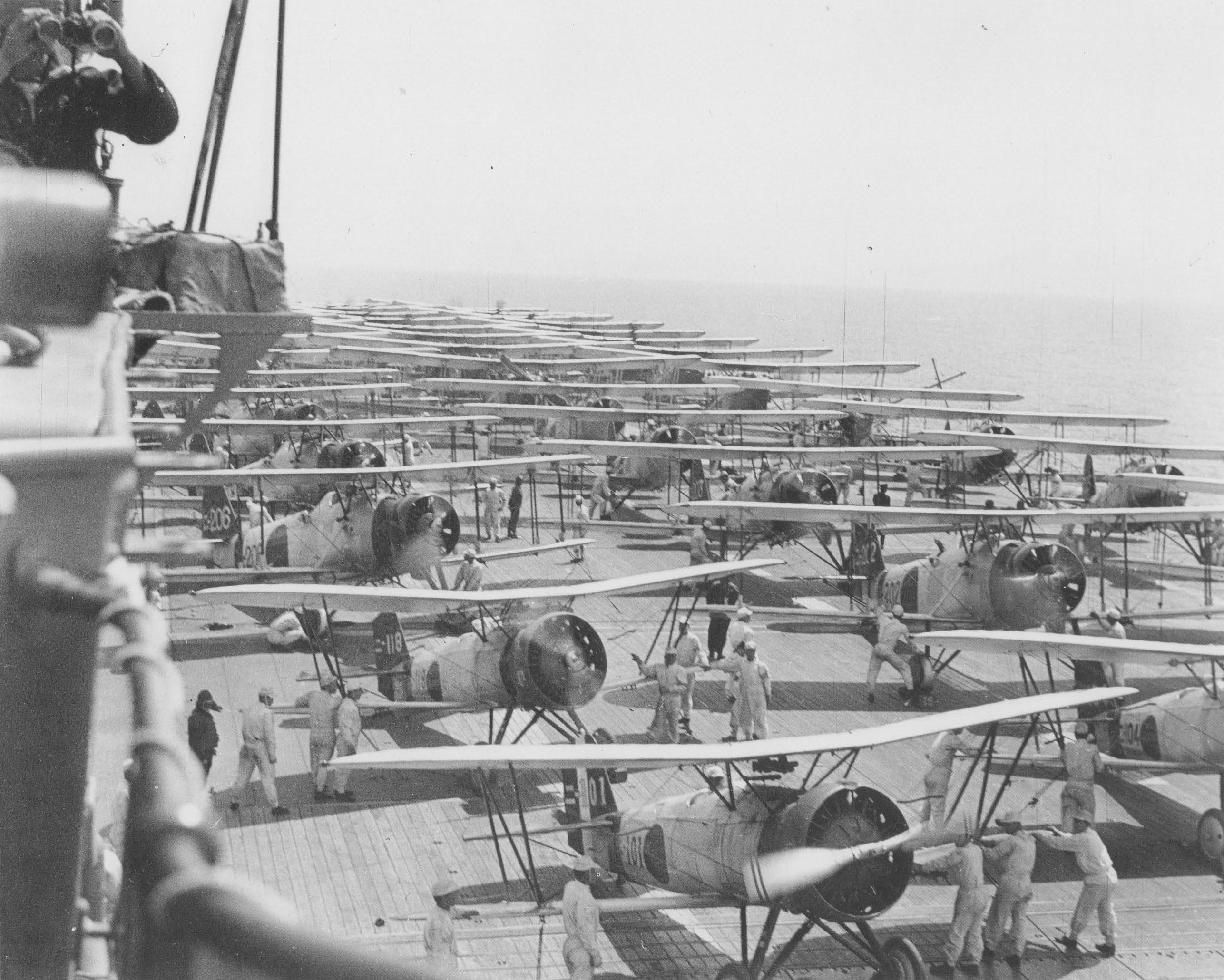
加賀號航空母艦上的複翼機隊
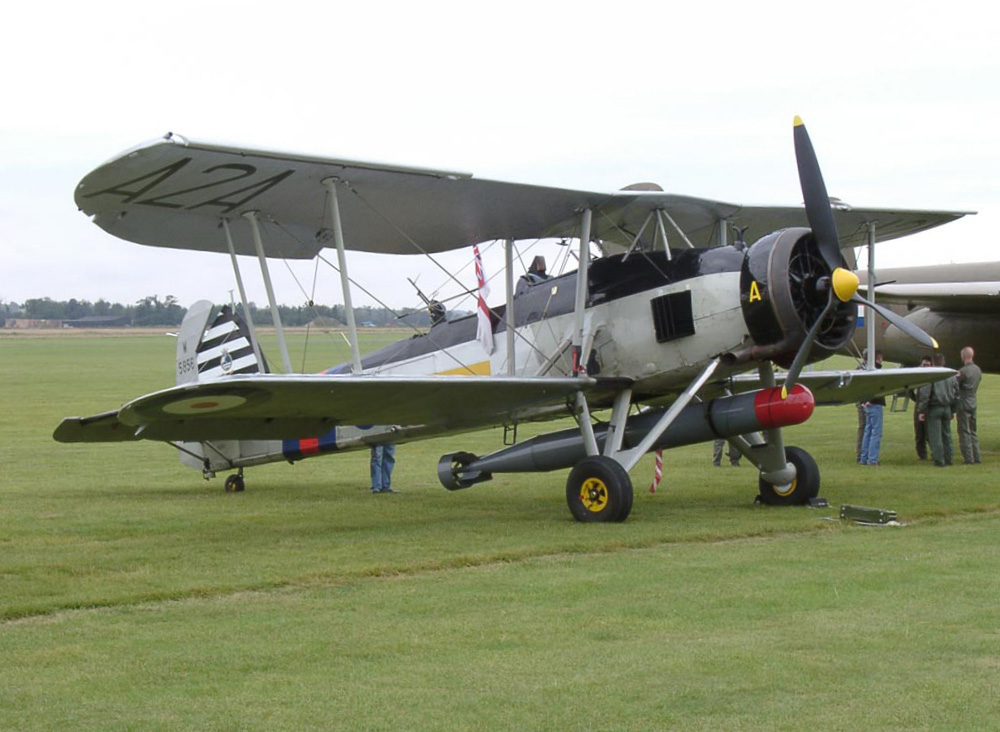
菲爾利·劍魚式（Fairey Swordfish）魚雷轟炸機
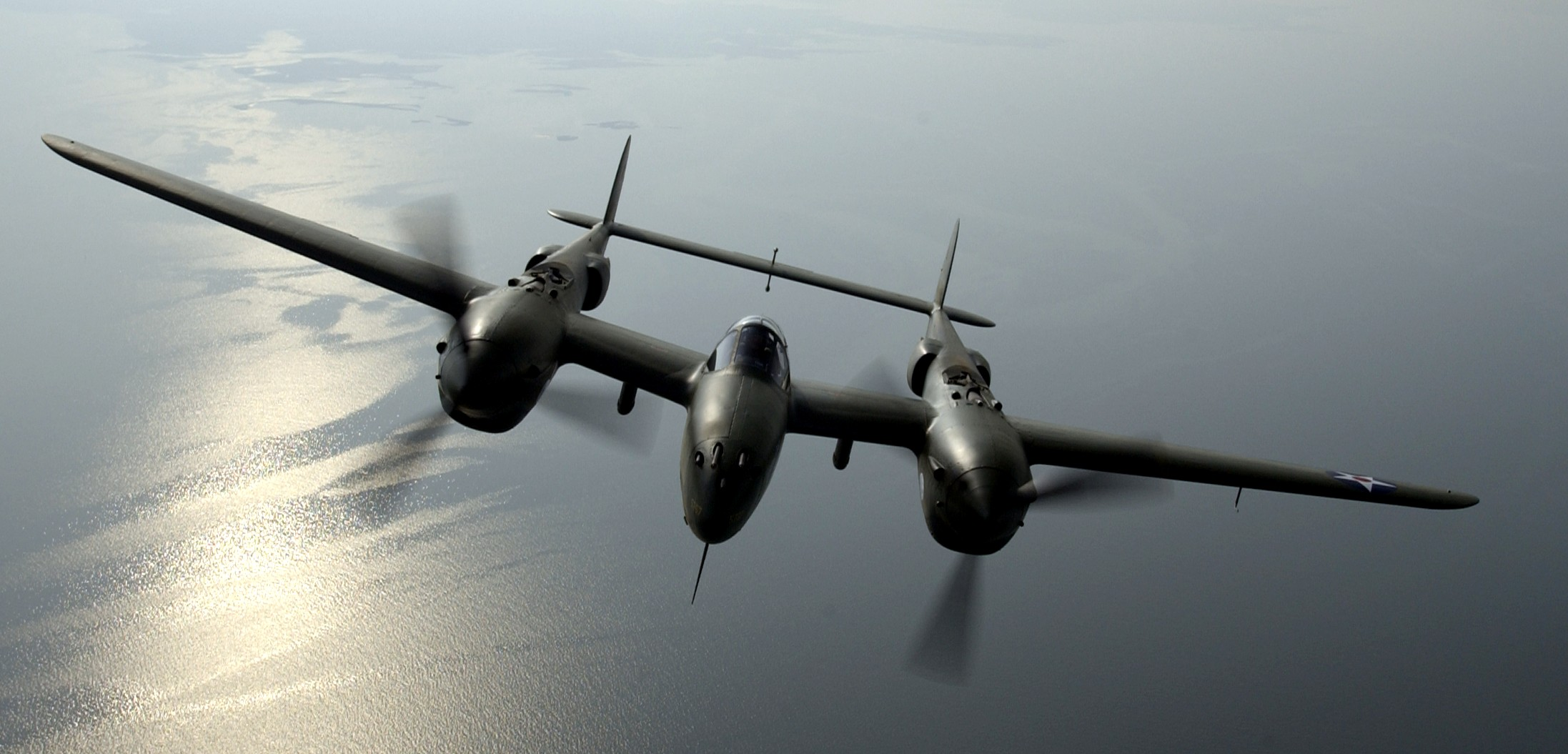
P-38閃電式戰鬥機